# Orthotheres strombi
Orthotheres strombi är en kräftdjursart som först beskrevs av M. J. Rathbun 1905.  Orthotheres strombi ingår i släktet Orthotheres och familjen Pinnotheridae. Inga underarter finns listade i Catalogue of Life.